# Bloomsday

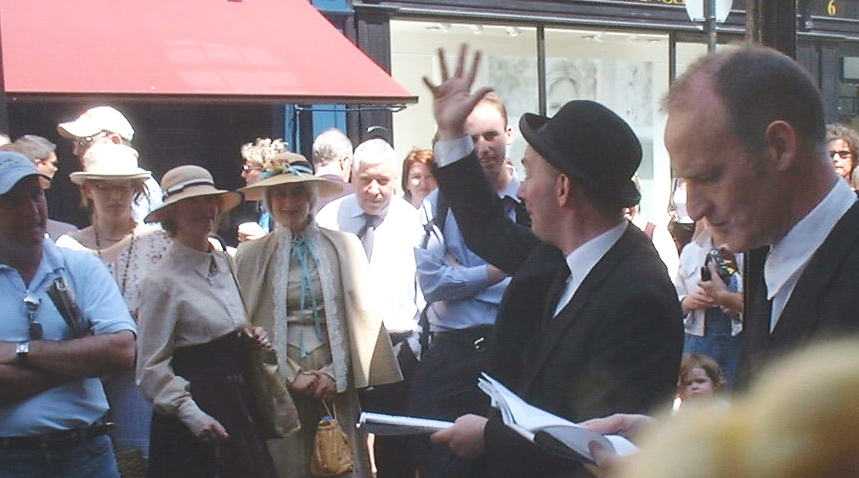
Bloomsday in Dublin, 2003

Bloomsday is een voornamelijk in Ierland op 16 juni gevierde feestdag. Op die dag worden zowel het leven van de Ierse schrijver James Joyce als de gebeurtenissen uit zijn boek Ulysses gevierd. Het boek beschrijft 16 juni 1904, de dag waarop hoofdpersoon Leopold Bloom rondwandelt in Dublin. Het is ook de dag waarop Joyce zijn geliefde Nora Barnacle ontmoette.
Bloomsday werd in 1929 voor het eerst gevierd in Parijs, en sinds 1954 in Dublin. Sindsdien zijn er vieringen op tientallen plaatsen ter wereld.
Ter gelegenheid van de 100e Bloomsday werden in Dublin tussen 1 april en 31 augustus 2004 allerlei evenementen georganiseerd onder de noemer ReJoyce. Ook elders in de wereld was er aandacht voor in de vorm van lezingen en toneelvoorstellingen. 

## Bloomsday in Nederland en België
De Haagse Kunstkring organiseert sinds 1982, het honderdste geboortejaar van Joyce, Bloomsdaybijeenkomsten in Nederland in samenwerking met de Irish Club.
In België organiseren de Portiers van de Oceaan sinds 2022 een Bloomsday-evenement, steeds in Oostende. Het is de stad waar de familie Joyce verbleef in augustus 1926, in Hôtel de l'Océan. Als de telefoon er rinkelde in de lounge, spitste Joyce zijn oren. De receptionist aan de balie zei: ‘Ici le portier de l’Océan.’